# 日下貴博
日下 貴博（くさか たかひろ）は、日本のハワイアンミュージシャン。神奈川県横浜市出身。日本大学芸術学部を卒業。2015年-2017年に日本ハワイアン音楽協会の理事に就任。全国の島村楽器にてウクレレ講師を務めている。山形・仙台・宇都宮・新潟・長野・群馬・東京・横浜・浜松・宮崎・沖縄にウクレレ教室を持つ。
ウクレレ・ベース・ギター・ボーカルなど幅広い演奏スタイルを持つ。
映画『四十九日のレシピ』（2013年）では、一部劇中曲を演奏している。
ハワイ徹底取材 ザウクレレブック with DVD 「全部ウクレレとハワイ」 (SAN-EI MOOK Aloha Heart) では本誌編集スタッフを担当している。
2018年ニック・マサガタニ、カマ・ホプキンスの3人でハワイアンバンド「Ka Leo Sakura」を結成。
2023年にLani Recordsに所属しアルバム「Sakura Kau Mai I Luna」をKa Leo Sakuraとしてリリース。作詞・作曲も務め2023年4月30日に、iTunes Storeワールドトップソング日本30位を記録し、日本とハワイをつなぐハワイアンミュージシャンとして期待されている。

## 経歴
- 2005年 Hawai'i カウアイ島ワイメアタウンフェスティバル ウクレレコンテストにて準優勝
- 2005年 ホシザキ電機のテレビコマーシャルのウクレレ演奏を担当
- 2017年～2018年 楽天ラジオ ハワイ番組のパーソナリティを務める。
- 2018年 TOKYO FM The Islanders～世界の島人ラジオ～ 番組内で島人ぬ宝のハワイ語の翻訳・ウクレレ演奏

- 2023年10月にチャリティーイベント「Kōkua ʻĀina」を主宰

### 2024年
- 4月21日 NEWT presents LOVE HAWAII Collection 2024 in YOKOHAMA「ラブハワイコレクション2024 in 横浜」にNick Masagataniと出演し生演奏を披露
- 4月27日(土) 浜松市地域情報センター Aloha Sakura Tourに出演
- 4月28日(日) 名古屋 植田 日映文化ホール2公演 Aloha Sakura Tourに出演
- 4月29日(月) 横浜 港北公会堂 Aloha Sakura Tourに出演
- 5月11日・12日 茅ヶ崎アロハマーケット2024に出演[6]
- 5月24日～5月27日 名古屋ハワイフェスティバル2024にKumu Hula Chinky Māhoe（チンキーマホエ氏）のバックアップで出演。
- 6月2日 東京・恵比寿ガーデンプレイスで開催するハワイのイベント No.1 アロハフェス【ALOHA TOKYO 2024】にてマイケル・デラクルーズ氏のバックアップで出演
- 6月15日(土) Welo Haʻaheo o ka Pāʻū【The Proud Flittering of the skirt】名古屋レジェンドホールに出演
- 6月17日(月) Welo Haʻaheo o ka Pāʻū【The Proud Flittering of the skirt】横浜市港北公会堂に出演
- 6月29日(土) 9th Nā Mele O Hawaii 鎌倉芸術館大ホールに出演
- 6月29日(土) 同日 Hālau Ka Lei Mokihana o Leinā‘ala Hō'ike 2024 大田区民ホール蒲田アプリコ大ホールにて演奏
- 7月6日・7月7日 ROCK A HULA YOKOHAMA ～ 25YEARS OF ALOHA 横浜大さん橋ホールに出演

2025年
- Lemino配信ドラマ『飛鳥クリニックは今日も雨』（Z李原作）の最終話にて、挿入歌の演奏・歌唱を担当。

## 「Kōkua ʻĀina」を主宰
2023年10月、日下貴博とマウイ ノ カ オイ フェスティバルは「Kōkua ʻĀina」と題したチャリティーイベントを主催した。このイベントは同年8月にハワイ・マウイ島で発生した大規模な山火事の被災者支援を目的としたものである。「Kōkua ʻĀina」はハワイ語で「大地を助ける」を意味する。
イベントは以下の日程で開催された。
- 10月6日 - 横浜港北公会堂
- 10月10日 - 横浜サムズアップ
- 10月14日 - 名古屋大須レジェンドホール

「私たち一人ひとりができることを」をコンセプトに掲げ、多くの人々に「大地と共に生きる」という意識を持ってもらうことを呼びかけた。イベントの収益は全額寄付された。
イベントには、ハワイゆかりのアーティストが多数出演した。主なゲスト・ミュージシャンは以下の通りである。
- Ikaika Blackburn
- Nick Masagatani
- Shintaro
- Kealiʻiokahiki Kalima
- KANALAN
- Ian Shiroma
- Kaoru
- SUN

## ハワイアンミュージシャンのバックアップ
- 2012年より、Keao Costaの日本でのバックアップを務める。
- 2014年頃～2017年 Kehau Tamureの日本での活動のバックアップを務める。
- 2015年より、Sean Na'auaoの日本でのバックアップを務める。
- 2017年より、Josh Tatofiの日本でのバックアップを務める。
- チンキーマホエ氏のバックアップを務める
- Cody Pueo Pataを招聘しイベントを開催